# Flowers Studio
Flowers Studio es un estudio de grabación en Mineápolis fundado por Ed Ackerson, líder de las bandas de rock alternativas Polara y 27 Various, y además cofundador del Susstones Records Label. Muchos músicos reconocidos han grabado en el estudio, incluyendo The Jayhawks , The Replacements, Motion City Soundtrack, Brian Setzer, Golden Smog, Mark Mallman, Soul Asylum, The Old 97's, Rhett Miller, Clay Aiken, The Wallflowers, Pete Yorn, Juliana Hatfield, Free Energy, Lizzo, Jeremy Messersmith, y Joseph Arthur.

## Historia
El edificio de The Flowers en el vecindario Lowry Hill East de Minneapolis, era anteriormente un invernadero y floristería antes de ser utilizado como un espacio de almacén para una tienda de guitarras. Ackerson, autodenominado  "Loco por los equipos", había sido un ingeniero de sonido en el legendario Twin Cities club de la First Avenue y ya había recolectado por su propia cuenta una amplia variedad de equipos para grabar antes de decidir empezar su propio estudio de grabación. Ackerson fundó The Flowers en gran parte a través del dinero ganado del contrato de su banda Polara con Interscope Records en la década de 1990, así como un trato infructuoso con Palm Pictures de Chris Blackwell. Después de que Polara fue abandonada por Interscope, Ackerson se independizó tanto como músico con Polara y otras bandas, como productor The Flowers.
Ackerson recibió consejos sobre la construcción de Flowers de ingenieros de grabación veteranos, incluidos Glyn Johns y Fort Apache, el productor de Paul Kolderie, además trabajó con el diseñador acústico Dave Ahl, quién era el baterista de la banda de punk Suicide Commando. El segundo piso del edificio fue parcialmente removido para crear techos altos para capturar un entorno acústicamente amistoso. La habitación de control fue construida de los planos del estudio de Kolderie, Fort Apache, en Massachusetts. El espacio dónde se encontraba el invernadero se  convirtió en un salón. El gran espacio abierto del estudio está diseñado para dar cabida a una banda completa tocando en conjunto o una grabación multipista aislada..
Ackerson murió de cáncer de páncreas en octubre de 2019. El estudio se mantiene abierto, ahora dirigido por la familia de Ackerson; antes de su muerte, Ackerson escogió a Kris Johnson, guitarrista en Minneapolis de la banda Two Harbors, para ser la ingeniera en jefe y directora de Flowers Studio.

## Aproximación a la producción
Ackerson tomó un enfoque holístico al hacer música, viendo la composición, interpretación, grabación y posproducción todo como pasos en un único proceso de crear una canción. Le dijo a un entrevistador en la revista Guitar Player "Es todo parte de la misma cosa: amplificadores, guitarras, efectos. Estás jugándolo todo." En una entrevista para Tape Op, dijo que la energía y vibración de una interpretación era más importante para él que la perfección técnica, diciendo que, como productor, "A veces  tienes que estar dispuesto a salirte del camino del momento."